# 9 km (przystanek kolejowy w rejonie nowozybkowskim)
9 km (ros. 9 км) – przystanek kolejowy w pobliżu miejscowości Snowskoje, w rejonie nowozybkowskim, w obwodzie briańskim, w Rosji. Położony jest na linii Nowozybkow - Klimowo.